# Archival Disc

Logo der AD

Die Archival Disc (abgekürzt AD) war ein hauptsächlich für Archiv- und Backupzwecke entwickelter optischer Datenträger. Das Speichermedium wurde seit 2014 von Sony und Panasonic entwickelt und als Nachfolger der Blu-ray Disc gehandelt. Sony hat seine Archival-Disc-Produktreihen jedoch seit 2024 wieder eingestellt.

## Technische Daten
Die Speicherkapazität beträgt 300 bis 500 GB und soll auf 1000 GB erweitert werden. Die Haltbarkeit der Daten soll höher sein als bei den üblichen optischen Datenträgern. Geplanter Einsatzzweck ist vor allem die Langzeitarchivierung von Daten.
Die Archival Disc wird doppelseitig beschrieben, auf jeder Seite sind drei Datenschichten aufgebracht. Die Wellenlänge des Lasers soll wie bei der Blu-ray Disc 405 nm betragen bei einer numerischen Apertur von 0,85. Der Spurabstand liegt bei 0,225 µm. Die Fehlerkorrektur wird durch einen Reed-Solomon-Code erreicht.
Die in Sonys Whitepaper 2014 für Sommer 2015 angekündigte Einführung wurde nicht eingehalten. Die Einführung erfolgte im Frühjahr 2016.
Im April 2016 wurde ein neues Laufwerk vorgestellt.
2017 waren von Panasonic Archival Discs mit einer Kapazität von 500 GB erhältlich, die auf 1 TB erhöht werden soll. Im Mai 2018 startete Ritek als einziger nicht-japanischer Produktionspartner außerhalb der Panasonic-Gruppe, welcher eigens eine 300 GB Archival Disc entwickelte, die Massenproduktion.